# Frigyesi József
Frigyesi József (született Fridenstein) (Kisvárda, 1875. június 14. – Budapest, 1967. december 11.) orvos, szülész-nőgyógyász, egyetemi tanár, az orvostudományok doktora (1952), az MTA tagja.

## Élete
Frigyesi Simon kisvárdai kereskedő és Karfunkel Hani (Janka) fia. 1897-ben a Budapesti Tudományegyetemen szerezte meg oklevelét. 1898 és 1903 között a Grünwald Szanatórium alorvosaként működött, majd 1913-ig a Budapesti Tudományegyetem II. számú Női Klinika egyetemi tanársegédje volt Tauffer Vilmos mellett. 1912-ben nőgyógyászati műtéttan tárgykörében magántanári kinevezést kapott. 1913-ban kinevezték a budapesti Bakáts téri Székesfővárosi Női Kórház igazgató főorvosává. Időközben magántanárként is dolgozott a Budapesti Tudományegyetemen (1920-tól Pázmány Péter Tudományegyetem) I. sz. Női Klinikáján, 1927-től 1929-ig mint címzetes nyilvános rendkívüli tanár. 1929 és 1948 között a szülészet és nőgyógyászat ny. r. tanára és a Klinika igazgatója volt. 1945–1947 között az egyetem rektori tisztségét is betöltötte. 1929-ben a Német Nőorvos Társaság kongresszusán a gyakorlatban is bemutatta az általa kidolgozott helyi érzéstelenítési módszer nőgyógyászati műtéti alkalmazását. Több neves magyar orvosi egyesület (Orvosegyesület, Nőorvos Társaság) tagja volt, a Nőorvos Társaság elnöki címét is viselte. 1946-ban a Magyar Tudományos Akadémia levelező tagjává választották, de 1949-ben visszaminősítették tanácskozó taggá. Levelező tagságát halála után, 1989-ben állították vissza. Számos külföldi tudományos társaság is tagjává választotta.
A Fiumei úti sírkertben nyugszik feleségével és apósával a Haggenmacher család síremlékében.

## Magánélete
Házastársa Haggenmacher Edit (1888–1962) volt, ifj. Haggenmacher Henrik és Aich Emma lánya, akit 1912. szeptember 5-én Budapesten vett nőül.

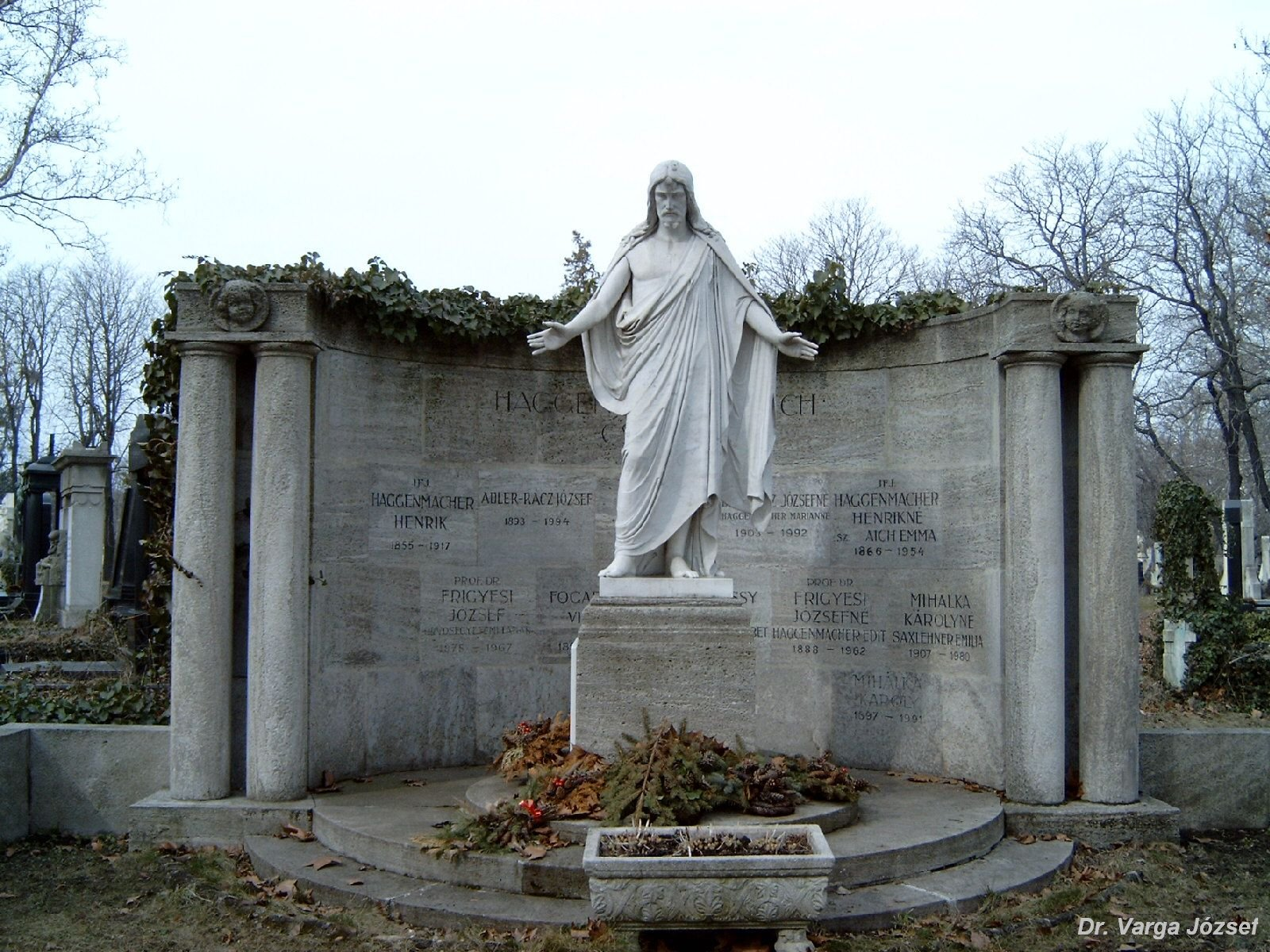
Nyughelye a Haggenmacher család síremlékében a Fiumei úti sírkertben (18-1-1)

## Művei
- Die Anwendung der Momburgschen Blutlehre in der Geburtshilfe (Abhandlungen aus dem Gebiete der Geburtshilfe und Gynaekologie, 1912)
- Terhesség és tuberkulózis (Budapest, 1914)
- A helybeli érzéstelenítés kézikönyve. Szerk. Láng Adolffal. (Budapest, 1926, 2. kiadás: 1928)
- A szaporodási folyamat és az epekőbetegség közötti összefüggés. Gestatio és cholelithiasis. (Orvosképzés, 1927)
- Az újszülött köldökellátásáról (Orvosképzés, 1928)
- A 40 éven felüli nők myomájának gyógyításáról (Orvosképzés, 1929)
- A rákgyógyítás kérdésének mai állása a nőgyógyászatban (Orvosképzés, 1930)
- A rendes szülés fájdalmainak szüntetése csillapítószerekkel, bódítással, helyi érzéstelenítéssel (Orvosképzés, 1931)
- Új módszer a nőgyógyászati hasi műtétek érzéstelenítésének tökéletesítésére (Orvosképzés, 1932)
- A műtéti kezelés szerepe a septicus gyermekágyi megbetegedések gyógyításában (Orvosi Hetilap, 1933)
- A magzatelhajtás veszedelme (Egészség, 1934)
- A gümőkór jelentősége a nőgyógyászatban (Orvosképzés, 1936)
- Női szervek rákja (A daganatok kór- és gyógytana. Budapest, 1937)
- Fürdőgyógymód hatása a nőgyógyászatban (Magyar Nőorvosok Lapja, 1938)
- Nőgyógyászat. Egyetemi tankönyv. (Budapest, 1938, 2. javított kiadás: 1943, 3. javított és átdolgozott kiadás: 1948)
- A császármetszés térfoglalásának kérdése a mai szülészetben. (Orvosképzés, 1939)
- A terhesség szövődése gümőkórral (Extrapulmonalis tuberculosis. Budapest, 1939)
- Hormongyógyítás a nőgyógyászatban (Orvosképzés, 1940)
- Idős betegek ellenállóképességének és műtéti kilátásainak javítása biológiai eljárással (Orvostudományi Közlemények, 1942)
- Méhfüggelék- gyulladások gyógyítása penicillinnel. Akadémiai székfoglaló. (Elhangzott: 1946. november 18.)
- Az ostrom idején szerzett szülészeti és nőgyógyászati tapasztalainkról (Budapest, 1947)
- Ádám Lajos emlékezete és a helyi érzéstelenítés megoldása a nagy nőgyógyászati műtétekben (Budapest, 1947)